# تحقيق السلام

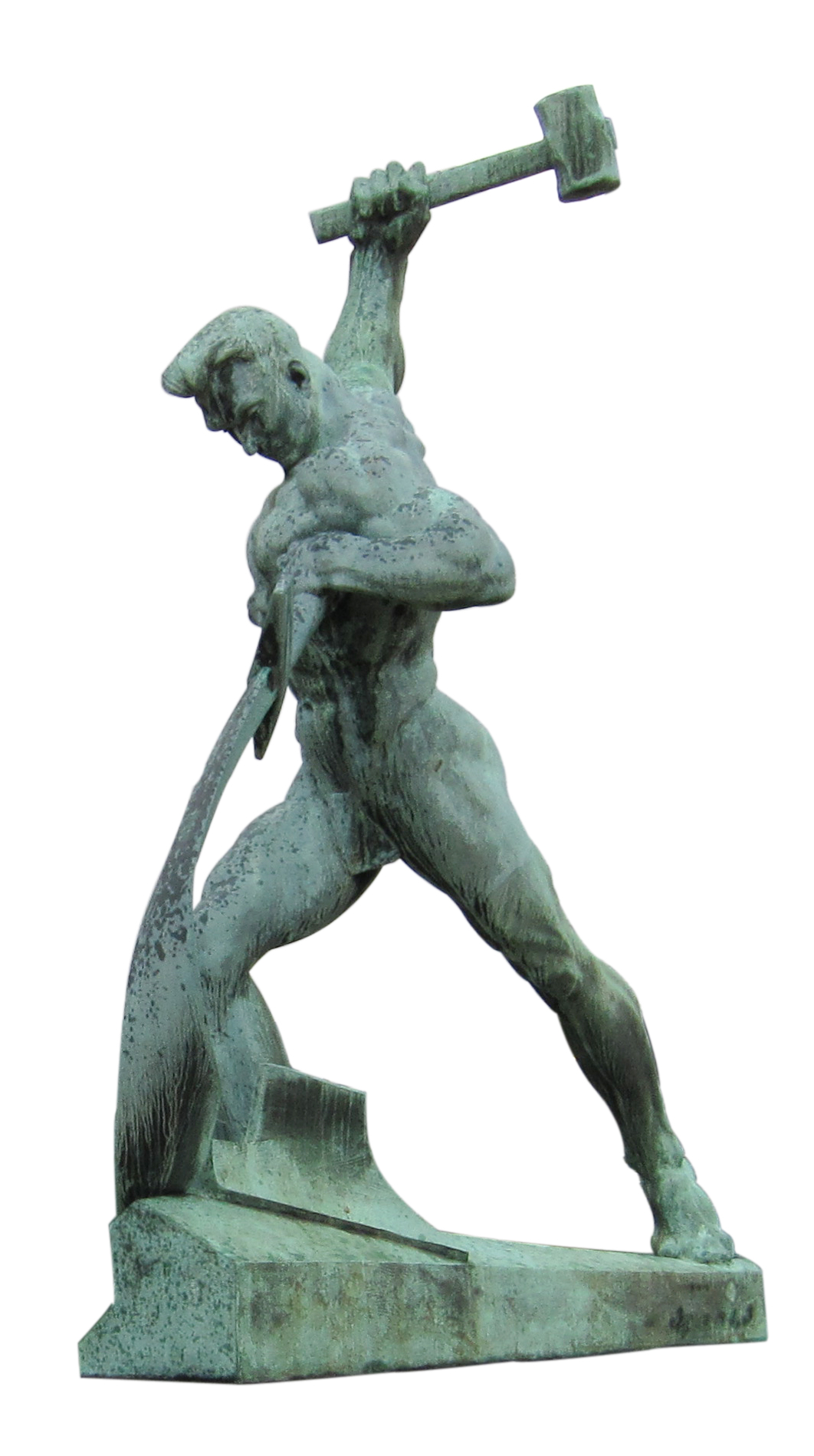

تحقيق السلام أو صنع السلام (بالإنجليزية: Peacemaking)‏، هي عملية دبلوماسية تهدف إلى إنهاء الصراع، وبصورة رئيسية من خلال الوساطة والتفاوض، على النحو المتوخى بموجب الفصل السادس من ميثاق الأمم المتحدة. وغالباً ما يتضمن ذلك إنشاء وسائل للاتفاق على القرارات الأخلاقية داخل المجتمع، أو بين الأطراف التي كانت قد سبق لها أن شاركت في ردود غير ملائمة (أي عنيفة). وتسعى عملية تحقيق السلام إلى تحقيق المصالحة الكاملة بين الخصوم والتفاهم الجديد بين الأطراف وأصحاب المصلحة. وعندما تًطبق عملية تحقيق السلام في مسائل العدالة الجنائية، يطلق عليه عادة العدالة التصالحية، بل أحيانا العدالة الانتقالية أيضاً.

## روابط خارجية
- تحقيق السلامن الأمم المتحدة